# Хакала, Туомо
Туомо Хакала (фин. Tuomo Hakala, родился 9 октября 1957 года) — финский футболист, выступавший на позиции нападающего.

## Биография
На протяжении своей карьеры выступал за клуб «РоПС» из Рованиеми, с 1977 по 1984 годы соревновавшийся в Местарууссарья и более низких дивизионах. В 1987—1988 годах выступал во 2-м дивизионе Какконен за две другие команды из Рованиеми: «Рейпас» (РоРе) и «Лаппи» (РоЛа). В 1979 году по итогам выступления в 1-м дивизионе Юккёнен Хакала стал лучшим бомбардиром с 19 голами. За три сезона в Местарууссарья он сыграл 42 матча, отличившись 9 раз.
В составе сборной Финляндии провёл 11 игр с 1979 по 1984 годы, отличившись один раз в игре 31 октября 1979 года в Москве против СССР на 82-й минуте и принеся финнам ничью 2:2 — он сумел поразить ворота на добивании после того, как вырвался из-под опеки Александра Маховикова.